# Owstonia grammodon
Owstonia grammodon es una especie de peces de la familia Cepolidae en el orden de los Perciformes.

## Distribución geográfica
Habita principalmente en Japón y en las Filipinas.